# Lonchura
Lonchura is een geslacht van zangvogels uit de familie van de prachtvinken (Estrildidae). De wetenschappelijke naam van het geslacht is voor het eerst geldig gepubliceerd in 1832 door William Henry Sykes, een luitenant-kolonel in het Britse leger in India.

## Soorten
De volgende soorten zijn bij het geslacht ingedeeld:
- Lonchura atricapilla  – Kastanjenon
- Lonchura caniceps  – Grijskopnon
- Lonchura castaneothorax  – Bruinborstrietvink
- Lonchura domestica - Japanse meeuw
- Lonchura ferruginosa  – Witkapnon
- Lonchura flaviprymna  – Gele rietvink
- Lonchura forbesi  – Forbes' non
- Lonchura fuscans  – Borneobronzemannetje
- Lonchura grandis  – Dikbeknon
- Lonchura hunsteini  – Hunsteins non
- Lonchura kelaarti  – Zwartkeelbronzemannetje
- Lonchura leucogastra  – Witbuikbronzemannetje
- Lonchura leucogastroides  – Javaans bronzemannetje
- Lonchura maja  – Witkopnon
- Lonchura malacca  – Driekleurennon
- Lonchura melaena  – Bismarckrietvink
- Lonchura molucca  – Moluks bronzemannetje
- Lonchura montana  – Junges rietvink
- Lonchura monticola  – Bergrietvink
- Lonchura nevermanni  – Witkruinnon
- Lonchura nigerrima  – Rouwnon
- Lonchura pallida  – Bleekkopnon
- Lonchura punctulata  – Muskaatvink
- Lonchura quinticolor  – Vijfkleurennon
- Lonchura spectabilis  – Witbuiknon
- Lonchura striata  – Spitsstaartbronzemannetje
- Lonchura stygia  – Zwarte rietvink
- Lonchura teerinki  – Baliemrietvink
- Lonchura vana  – Arfaknon